# 98 Ianthe
A 98 Ianthe a Naprendszer kisbolygóövében található aszteroida. Christian Heinrich Friedrich Peters fedezte fel 1868. április 18-án.